# Apostolo barbuto
L'Apostolo barbuto è un dipinto a tempera e oro su tavola (30x22,5 cm) di Carlo Crivelli, databile al 1471 circa e conservato nell'Honolulu Academy of Arts. Si tratta di uno scomparto della predella dello smembrato Polittico di Montefiore dell'Aso.

## Storia
Il polittico, già nella chiesa di San Francesco a Montefiore dell'Aso, venne smembrato nell'Ottocento e, ad eccezione degli scomparti rimasti a Montefiore (il cosiddetto Trittico di Montefiore), passò per l'antiquario romano Vallati nel 1858, prendendo poi varie strade. L'Apostolo barbuto finì in Inghilterra, dove passò per le collezioni di H. Cornwall Leigh (Knutsford, Cheshire) e M. Knoedler & Co., prima di approdare a Colnaghi, che lo vendette alla Kress Foundation. Venne infine destinato, con altre tredici opere d'arte italiana, al museo hawaiano.

## Descrizione e stile
Come in altri pannelli di predella realizzati da Crivelli, il santo, non riconoscibile da particolari attributi, mostra una posa irrequieta, che ha il fulcro nelle mani poste attorno al libro e nell'espressione contrita. Chiricato e con una lunga barba bianca, ha il volto girato di lato e sembra disquisire con il vicino di pannello.